# Спиральный компрессор

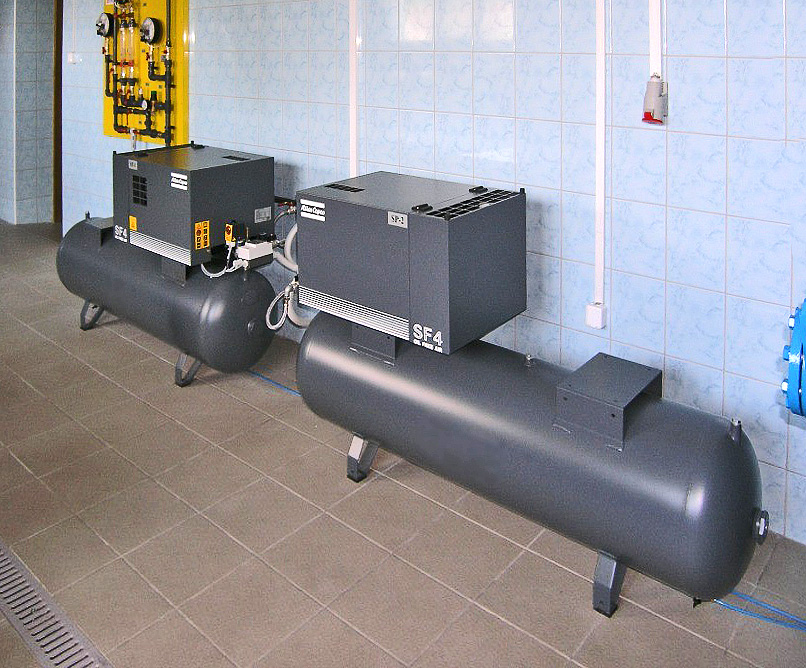
Два спиральных компрессора с ресиверами

Принцип действия спиралей; на данном рисунке показаны две Архимедовы спирали

Спира́льный компре́ссор — разновидность компрессора (насоса) объёмного типа, в котором сжатие рабочей среды происходит при взаимодействии двух спиралей. Одна спираль остаётся неподвижной, а другая — совершает эксцентрические движения без вращения, благодаря чему обеспечивается перенос рабочей среды из полости всасывания в полость нагнетания.

## Конструкция и принцип действия
Компрессор состоит из двух эвольвентных или архимедовых спиралей, вала с эксцентриком, корпуса и других элементов, предназначенных для обеспечения заданного движения и правильного взаимодействия деталей компрессора.
Спирали не имеют точек касания, между ними сохраняются минимальные зазоры. Это обуславливает долговечность работы спиралей, но в то же время ставит жёсткие требования к точности изготовления всей конструкции.
Частота движения подвижной спирали достигает нескольких десятков тысяч циклов в минуту. Такие компрессоры достаточно эффективны и имеют длительный срок работы без значительного снижения эффективности.
Последовательность положений при работе спирального компрессора

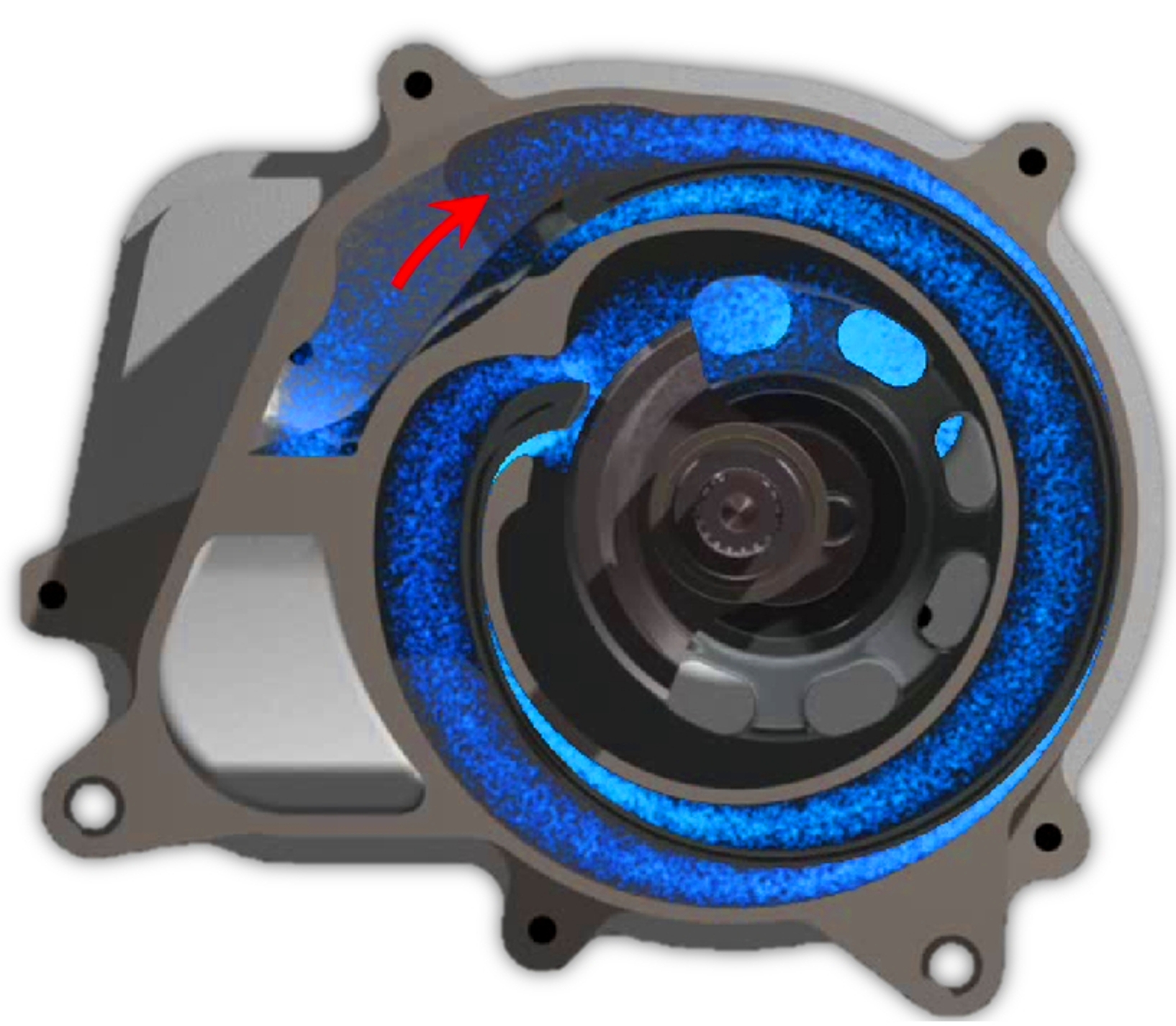
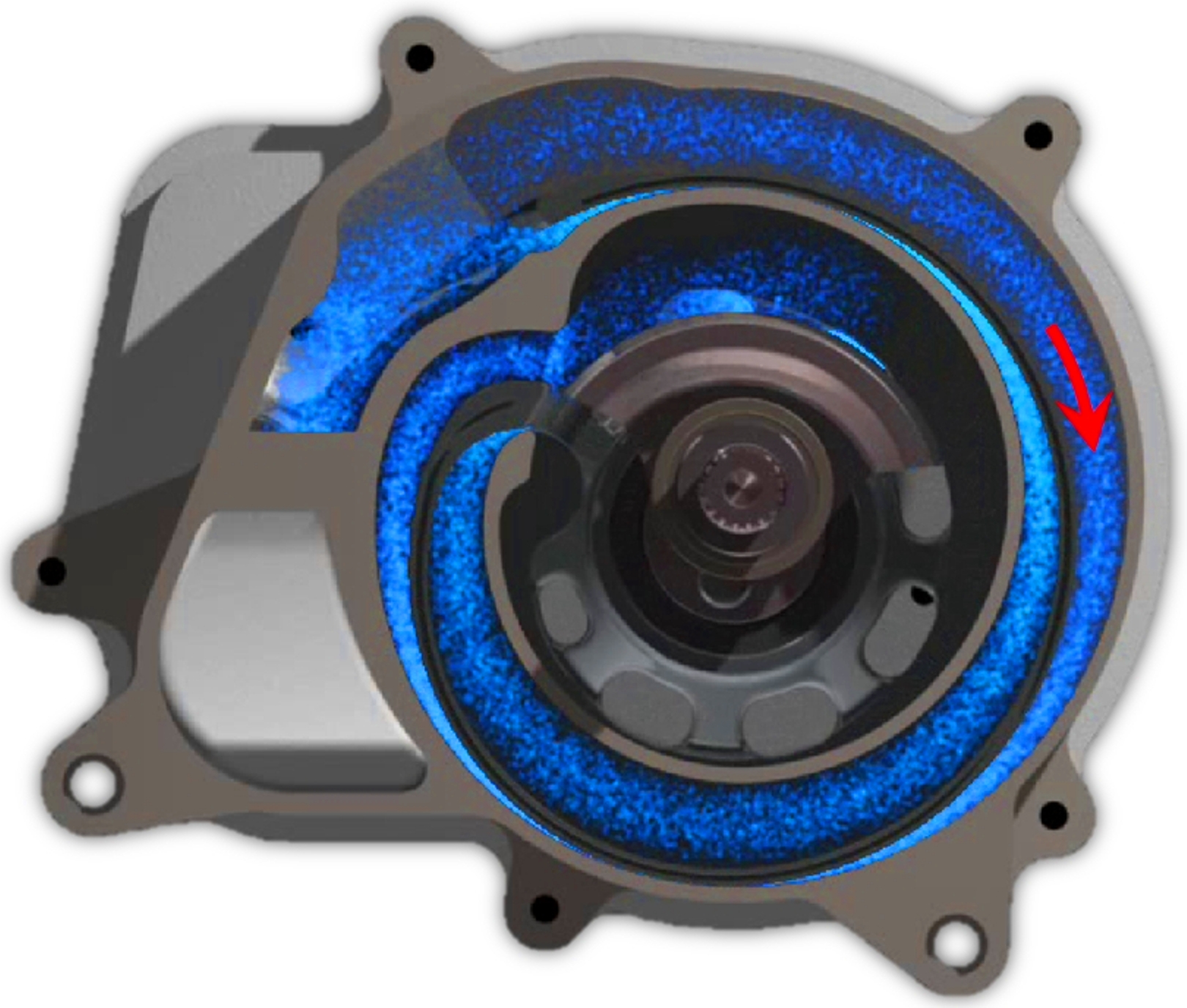
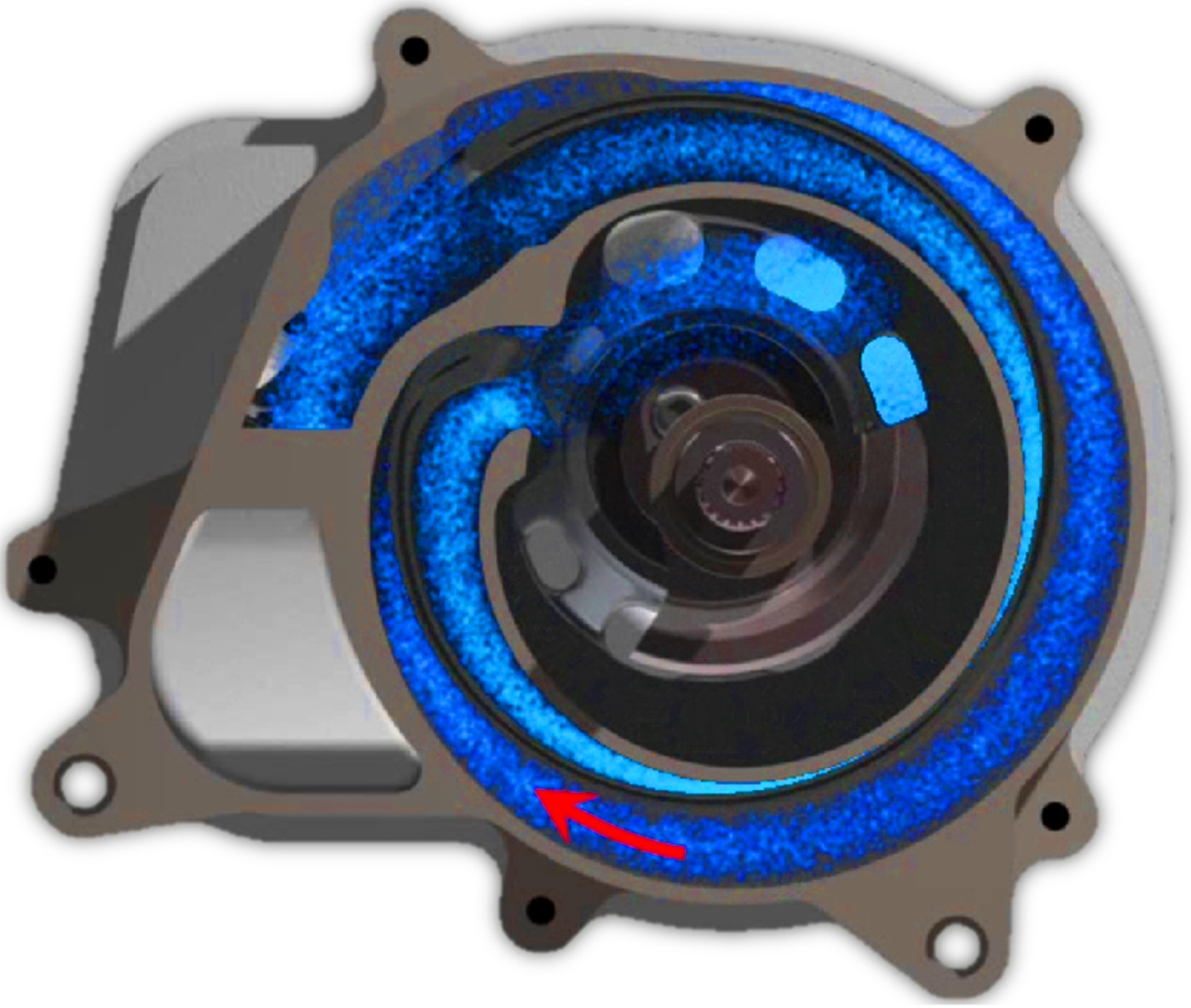

Между подвижной и неподвижной спиралями компрессора образуется серповидные в поперечнике полости, ограниченные стенками спиралей. При работе компрессора эти полости движутся вдоль витков спирали к центру, непрерывно уменьшаясь в объёме. При этом, через неплотности между витками спирали газ не может просачиваться сразу наружу, а лишь в соседние полости, в которых находится газ при более высоком давлении, чем на входе в компрессор, благодаря чему спиральный компрессор эффективен при большой разнице давлений и обладает высокой производительностью. Однако, спиральный компрессор наиболее эффективен при номинальной степени сжатия, зависящей от количества витков спирали. При увеличении степени сжатия сверх номинальной его эффективность падает по сравнению с поршневым. Кроме того, в отличие от поршневого, у спирального компрессора очень высокая объёмная эффективность за счёт отсутствия мёртвого объёма, меньше пульсация сжимаемого газа и меньше вибраций при работе. Спиральный компрессор не требует впускного клапана, но на выпуске может потребовать установки обратного клапана, чтобы предотвратить поворот спирали при выключенном двигателе.

### Недостатки
- Перекачиваемый газ должен иметь высокую степень очистки от твёрдых частиц.
- Деформация поверхности спирали зачастую требует «приработки» компрессора для уменьшения зазоров[1]. Для этого одну из улиток делают из менее твёрдого материала для возможности быстрой «приработки», что уменьшает общий ресурс компрессора.
- Существует возможность заедания во время переходных режимов работы компрессора[1]

## История
Первую конструкцию спирального компрессора разработал и запатентовал в 1905 году французский инженер Леон Круа. Однако в то время эта разработка не могла быть реализована из-за отсутствия необходимой производственной базы. Первые работоспособные конструкции появились во второй половине XX столетия, что было связано с появлением технологий точной (прецизионной) металлообработки. Эти технологии позволили производить детали, обеспечивающие малый конструктивный зазор между ними, что необходимо для эффективной работы спиральных компрессоров. Во второй половине 1980-х годов началось использование спиральных компрессоров в холодильной технике и в системах управления климатом в помещениях. В процессе испытаний выяснилось, что спиральные компрессоры характеризуются наивысшим КПД и наибольшим давлением при высокой надёжности среди существовавших тогда компрессоров. В дальнейшем спиральные компрессоры нашли применение во многих областях техники.